# Yéghiché II Derderian
Yéghiché II Derderian (en arménien Եղիշէ Բ Տէրտէրեան ; né en 1910 à Van et mort à Jérusalem le 1er février 1990) est le 95e patriarche arménien de Jérusalem de 1960 à sa mort. Il a auparavant été nommé vice-patriarche du patriarcat arménien de Jérusalem en 1949.